# Henri Brosens
Hendrik (Henri) Maria Antoon Anna Brosens (Hoogstraten, 21 februari 1911 - aldaar, 12 november 1990) was een Belgisch bestuurder en politicus.

## Levensloop
Hij was de kleinzoon van Hendrik Brosens en de zoon van Antoon Brosens, beiden voormalige burgemeesters van Hoogstraten. De familie was uitbater van Brouwerij Brosens.
In 1952 trad hij toe tot de gemeenteraad en in 1954 volgde hij Camille Thirion op als burgemeester. Van 1959 tot 1963 oefende Jozef Bastiaens de functie uit, waarna Brosens opnieuw de fakkel overnam. In 1971 werd hij opgevolgd in deze hoedanigheid door Jos Van Aperen. Brosens sloot zijn politieke carrière af als schepen in 1976.
Hij ijverde onder meer voor een op- en afrit aan de E19 ter hoogte van Loenhout/Hoogstraten.